# Lovas Lajos (író)
Lovas Lajos (Budapest, 1967. július 14. –) magyar író, háromszoros Zsoldos Péter-díjas sci-fi-szerző.

## Élete
1991-ben végzett az ELTE Tanárképző Főiskolai Karának (ELTE-TFK) magyar–könyvtár szakán. Majd szociológiát, állam- és jogtudományt valamint politikatudományt hallgatott.
1991–1992-ben középiskolai tanár, 1992–1995 között a Magyar Szemle szerkesztője, 1995–1996-ban az Új Magyarország Kultúránál rovatvezető, 1997-től 2000-ig a Napi Magyarország és a Magyar Nemzet lapigazgatója, 2001-től a Magyar Távirati Iroda általános szakmai elnöke. A Fiatal Írók Szövetségének egyik alapító tagja. Zsámbék polgármestere.
Lovas Lajost nevezte ki a magyar nemzeti kultúrkincs digitalizálását és digitális közzétételét szolgáló Magyar Nemzeti Digitális Archívum és Filmintézet (MaNDA) főigazgatójává 2011 novemberében Réthelyi Miklós nemzeti erőforrás miniszter. A kinevezése 5 évre szól.http://kultura.hu
Zsámbékon él, ahol 2006 és 2010 között polgármesteri teendőket is ellátott.

## Munkássága
- A Bolondulásig és a Kalandregényem című novelláival jelentkezett az irodalmi életben az 1990-es évek közepén.
- Első regénye, az Agydobás 2005-ben jelent meg és 2006-ban Zsoldos Péter-díjat nyert.
- 2007-ben készült el a folytatás Jó reggelt délben címmel.[1]
- 2009. augusztus – Galaktika 233. szám: Nagyarcúak (elbeszélés)
- 2009. november – Galaktika 236. szám: Őrangyalok (elbeszélés)[3]
- 2010-ben jelent meg N című sci-fi regénye a Metropolis Media gondozásában a Galaktika Fantasztikus Könyvek sorozatban.
- 2011-ben Minek nevezzelek? című művével – amely a Galaktika 241. számában (2010. április)[4] jelent meg – novella kategóriában Zsoldos Péter-díjat nyert.
- Törzsszövetség (Metropolis Media, Galaktika Fantasztikus Könyvek 2016) – regény kategóriában 2017-ben Zsoldos Péter-díjjal jutalmazták.
- 2020 szeptember – Galaktika 366. szám: Visszavágó – A négy páncélos és a sárga vizsla
- 2020 október – Galaktika 367. szám: Visszavágó 2 – Lajos
- 2020 november – Galaktika 368. szám: Visszavágó 3 – Hódító Rudy
- 2020 december – Galaktika 369. szám: Visszavágó 4 – A kacsintó Szűz
- 2021 január – Galaktika 370. szám: Visszavágó 5 – Csavar
- 2021 február – Galaktika 371. szám: Visszavágó 6 – Az ereklye ereje
- 2021 március – Galaktika 372. szám: Visszavágó 7 – Himnusz és lufi
- 2021 április – Galaktika 373. szám: Visszavágó 8 – Zsír
- 2021 május – Galaktika 374. szám: Visszavágó 9 – A második Róma
- 2021 június – Galaktika 375. szám: Visszavágó 10 – Az újvilág és Visszavágó 11 – Vörös hajnal
- Tényleg Nobel-díjat akartok adni nekem? (Németh Attila (szerk.): GFK 400 antológia,  Metropolis Media, Budapest, 2021)